# 小扭口藓
小扭口藓（学名：Barbula indica）为丛藓科扭口藓属下的一个种。种名indica意为印度的。